# Klosters
Klosters est une commune suisse du canton des Grisons, située dans la région de Prättigau/Davos.

## Géographie

Vue aérienne (1954).

Elle comprend quatre villages principaux : Klosters Platz (1 206 m d'altitude), avec la gare principale et l'église réformée, qui est une station de ski réputée avec de grands hôtels, Klosters Dorf (1 124 m d'altitude), plus bas avec l'église catholique et le hameau de Cavadürli, puis plus bas encore le petit village de Serneus (990 m d'altitude), à 8 km à l'ouest. Au-delà de Klosters Platz se trouve le quartier de Selfranga, et puis au fond de la vallée les hameaux d'Aueja (1 207 m) et de Monbiel (1 291 m) à 3 km à l'est de Klosters Platz. L'ancienne commune de Saas im Prättigau, incorporée à la commune de Klosters-Serneus en 2016, se trouve entre Küblis et Serneus.
La vallée est traversée par le cours supérieur de la rivière Landquart. Klosters forme donc le dernier village de la vallée en amont.
Davos se trouve à un peu plus de dix kilomètres de Klosters, par le col de Wolfgang, réunissant ainsi un des domaines skiables les plus importants des Grisons.
Klosters est le dernier village en amont, au fond de la vallée du Prättigau. La Landquart, qui traverse la vallée, trouve sa source dans le massif de Silvretta qui domine au nord-est et qui donne de l'autre côté dans l'Engadine. Au sud de Klosters Platz, traçant un chemin au pied du Gotschna dominé par le Gotschnagrat, la montée du col de Wolfgang (1 631 mètres d'altitude) donne le passage vers le hameau de Wolfgang, puis au lac de Davos et au-delà à la ville de Davos dans la haute vallée de la rivière Landwasser.
Au nord, la montagne de Madrisa (2 826 m) et le Rotbüelspitz (2 851 m) marquent la frontière avec l'Autriche (de l'autre côté se trouve Gargellen dépendant de la commune de Sankt Gallenkirch dans le Vorarlberg) avec le col de Schlappin (2 202 m) et le Rätikon. Au sud-est, le Chessispitz domine de ses 2 833 m. Le Silvrettahorn (3 244 m) ferme la vallée au nord-est. On l'atteint au-delà de Monbiel, puis par le refuge du Silvretta, au pied du glacier du Silvretta.

## Histoire
Klosters provient du nom d'une petite communauté de prémontrés qui est fondée par l'abbaye de Churwalden en 1222 à cet endroit et dédiée à saint Jacques. Le village qui se construit autour prend le nom de Klösterli am Walt (petit cloître de la vallée). La communauté est dispersée par la réforme protestante en 1528 et l'église de Klosters devient une église paroissiale calviniste. Les villages de la vallée du Prättigau, dont celui de Klosters, sont incendiés pendant la guerre du Prättigau de 1621. L'église Saint-Jacques conserve cependant toujours son clocher roman. Elle a été restaurée en 1921 et fait partie de l'union des Églises réformées suisses. C'est le point central du village de Klosters Platz. Presque en face de l'église se trouve l'ancienne maison du conseil communal (Alte Rathaus), construite en 1680, avec une façade en partie en bois, typique du style du Prättigau, dont le porche est surplombé du blason du village. On remarque plusieurs maisons et châlets de cette époque dont le petit Nütli Hüschi qui est également un édifice historique protégé.
Le 1er janvier 2021, la commune de Klosters-Serneus est renommée Klosters.

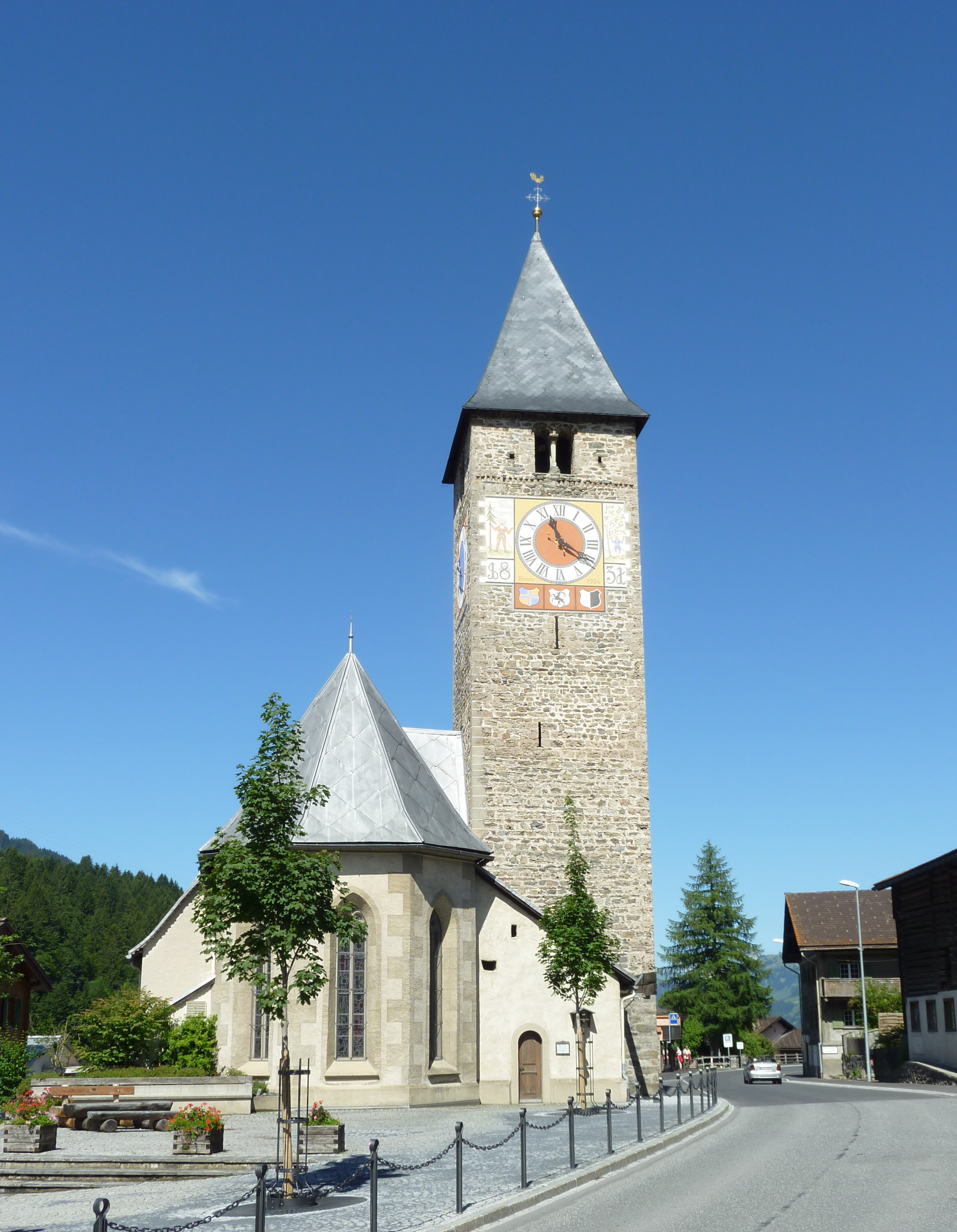
Vue de l'église réformée de Klosters.

## Tourisme

### Sports d'hiver
La station de Klosters est réputée pour son domaine skiable de 159 km situé entre 1 128 et 2 844 m d'altitude et qui est relié à celui de Davos, d'un total de 209 km, ce qui constitue ainsi le domaine skiable le plus important du canton. La saison commence mi-novembre et se termine mi-avril. La station a inauguré son premier remonte-pente mécanique (et deuxième du monde) en 1936.
La station est reliée aux pistes de haute montagne en deux endroits : les télécabines de Madrisa, à la sortie en aval de Klosters Dorf, montagne dont les pentes sont exposées au sud ; et le téléphérique du Gotschnabahn derrière la gare de Klosters Platz, qui monte au Gotschna, donnant ainsi accès au domaine skiable de Davos par le domaine de Gotschna-Parsenn. La descente vers le village se fait par une longue piste à travers les forêts de conifères, la piste de la Parsenn, ou bien par Schwarzseealp qui relie Selfranga. Il est possible de redescendre aussi jusqu'à Serneus et prendre ensuite le petit train ou des autobus jusqu'à Klosters.
Outre ces deux montagnes, la station dispose de remonte-pentes, donnant directement dans le village, comme ceux de Selfranga, ou ceux des enfants des écoles de ski et des débutants.
Les adeptes du ski de fond (Langlauf) disposent de 40 km de pistes. La station possède une patinoire, avec une patinoire pour le hockey et un espace pour le curling.

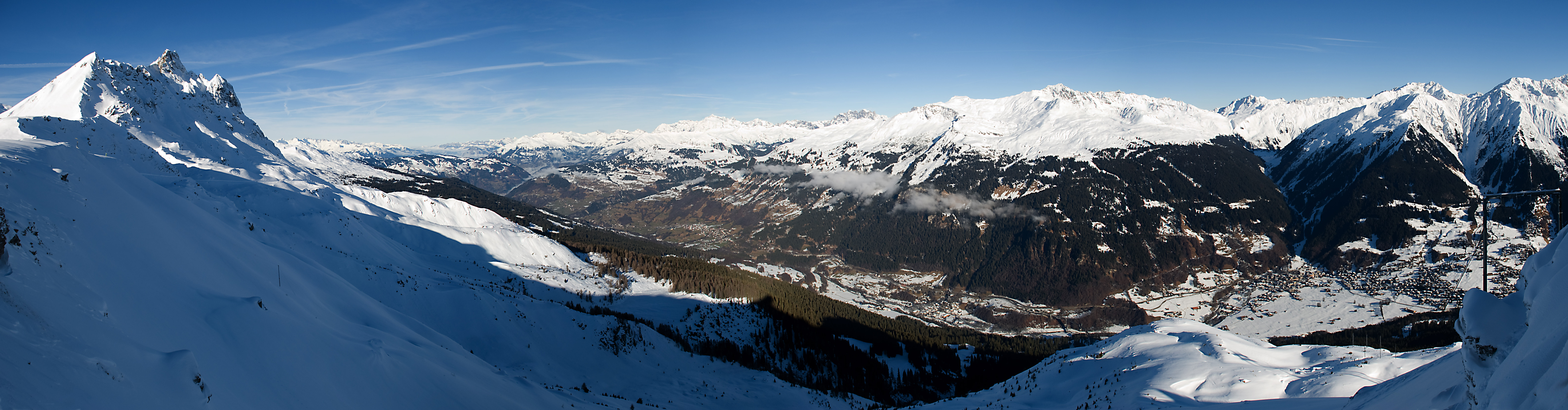
Panorama à partir du Gotschna, en face la montagne Madrisa (derrière elle : l'Autriche) ; au fond à droite, Klosters.

### Saison d'été

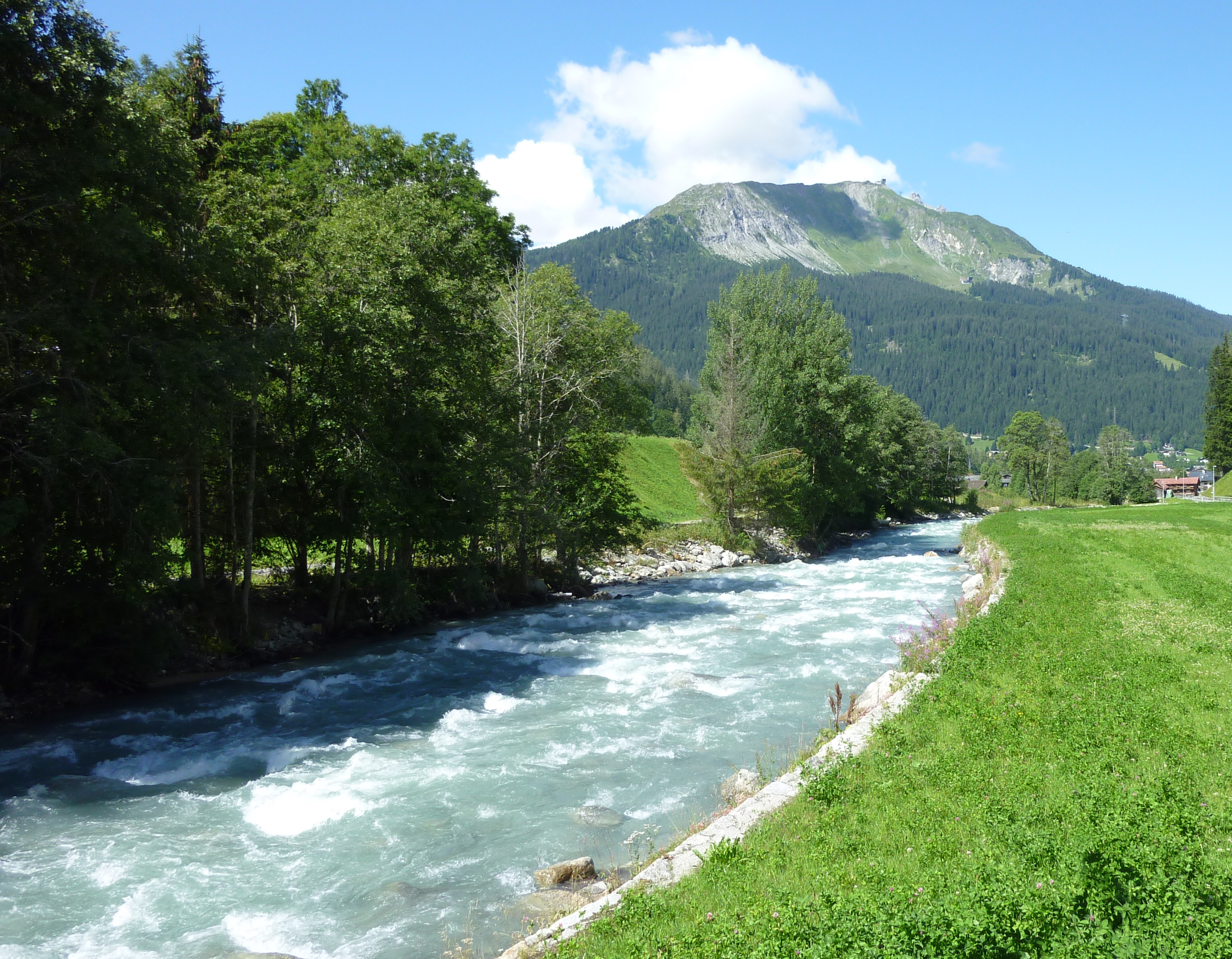
Vue de la Landquart, entre Monbiel et Klosters, au fond : la montagne du Gotschna.

L'été, les touristes peuvent gravir les montagnes par de nombreux chemins de randonnée. Des courts de tennis sont disponibles à Klosters Platz. Le réservoir de la Doggilochstrasse le long de la Landquart est organisé en piscine à ciel ouvert pendant l'été. Des promenades à cheval sont organisées ainsi que des sauts en parapente.
Le refuge du Silvretta est ouvert pour la saison d'été de mi-juin à mi-octobre.

### Hôtellerie
La station dispose de plusieurs hôtels à clientèle internationale dont neuf hôtels de quatre étoiles et six hôtels de trois étoiles. La station, qui a été lancée à la fin du XIXe siècle, est traditionnellement fréquentée par les Anglais, dont le roi Charles III. Les bennes du Gotschnabahn portent son nom. La clientèle de Zurich et d'Allemagne est nombreuse. Les Russes y ont fait leur apparition dans les années 2000.

### Société
La station de ski de Klosters est la destination hivernale de la famille royale britannique, notamment du prince Charles, depuis plus de trois décennies. Klosters est fier de ce que Tom Robbins appelle « un luxe discret oui, du faste juste pour le spectacle, non », prévient-il ; ici « l’euphémisme est écrit en majuscules ». Le prince William et le prince Harry ont appris à skier dans le village et ont souvent été aperçus dans leur repaire habituel : Casa Antica. Parmi les autres notables figurent Paul Newman, Gregory Peck, Yul Brynner, Lauren Bacall, Juliette Gréco, Irwin Shaw, Charles Korvin, Robert Capa, Greta Garbo et Gene Kelly, qui ont dansé sur les tables du bar de l' hôtel légendaire Chesa Grischuna où Rex Harrison a discuté de ses notes de musique pour My Fair Lady avec le pianiste de l'hôtel. Peter Viertel a décrit Klosters comme « Hollywood on the Rocks » dans son autobiographie acclamée « Dangerous Friends » et a épousé en 1960 Deborah Kerr à Klosters,. Dans une histoire plus récente, d'autres habitués incluent Lord Mandelson, les milliardaires Nathaniel Philip Rothschild, Thomas Schmidheiny, Friede Springer, Guy Spier et Peter Munk. Parmi les autres notables figurent Tara Palmer-Tomkinson, Rupert Everett et le producteur de cinéma suisse Marc Forster,. Ruth Guler, propriétaire d'un hôtel local et skieuse, dirigeait l'hôtel Wynegg et fréquentait plusieurs membres de la famille royale, même si elle les traitait de la même manière que les autres invités. Nicholas Wheeler et Chrissie Rucker sont propriétaires du chalet Haus Alpina à Klosters.

## Transports
- Ligne ferroviaire des Chemins de fer rhétique Landquart – Filisur
- Autoroute A13 (Sankt Margrethen-Bellinzone)  14 (Landquart)

## Culture et patrimoine

### Héraldique
| Blason | Blasonnement : D'or au sauvage de gueules, la tête et les hanches entourées de feuillage de sinople, tenant de la dextre un drapeau d'azur à la croix d'argent et à la hampe du deuxième. |

### Culte
- Église Saint-Jacques (Klosters Platz), réformée, Jakobikirche ou Dorfkirche, XIIIe siècle, partiellement romane
- Église Saint-Joseph (Klosters Dorf), catholique, reconstruction en 1964 de l'ancienne église fondée au XIXe siècle
- Église de Serneus, réformée, Dorfkirche, gothique tardif, fondée en 1479 sous le vocable de Saint-Sébastien